# تراویس اسکات
ژاکس برمن وبستر دوم (انگلیسی: Jacques Bermon Webster II؛ زادهٔ ۳۰ آوریل ۱۹۹۱) که با نام حرفه‌ای ترویس اسکات شناخته شده است، رپر، خواننده، ترانه‌سرا و تهیه‌کننده موسیقی آمریکایی است. در سال ۲۰۱۲، اسکات اولین قرارداد خود را با اپیک رکوردز به امضا رساند. در ماه نوامبر همان سال، اسکات با ناشر گود میوزیک کانیه وست قرارداد بست.
نخستین پروژه کامل اسکات با نام میکس‌تیپ Owl Pharaoh در سال ۲۰۱۳ به بازار عرضه شد. این در حالی بود که در اوت ۲۰۱۴ با دومین میکس‌تیپ، Days Before Rodeo، همراه بود. آلبوم استودیوی جدید او، رودیو (۲۰۱۵)، توسط تک آهنگ «پادزهر» معروف شد. دومین آلبوم او، پرندگان در تله آواز مک‌نایت (۲۰۱۶) اولین آلبوم شماره یک وی در بیلبورد ۲۰۰ شد. سال بعد، اسکات آلبوم مشترکی را با کواوو با عنوان هانچو جک، جک هانچو با نام گروه هانچو جک منتشر کرد. در سال ۲۰۱۸، استروورلد او با تحسین منتقدان منتشر شد و اولین آهنگ شماره یک خود را با نام «سیکو مود» به دنبال داشت.
ژانر موسیقی اسکات تلفیقی از هیپ هاپ سنتی، لو-فای و امبینت توصیف شده است. اسکات بیش از ۴۵ میلیون نسخه فقط در ایالات متحده به فروش رسانده است. وی ۱۰ جایزه گرمی نامزد شده و یک جایزه موسیقی بیلبورد را نیز به دست آورده است.

## آغاز زندگی
جاکز برمون وبستر دوم در ۳۰ آوریل ۱۹۹۱ در هیوستون، تگزاس به دنیا آمد. وبستر از یک تا شش سالگی با مادربزرگش در ساوت پارک، هیوستون زندگی می‌کرد. این محله که در جنوب مرکزی هیوستون قرار داشت، به‌دلیل جرم و جنایت بدنام شده بود و روی وبسترِ جوان تأثیر گذاشت.
وبستر به میزوری‌سیتی (یک ناحیهٔ شهرنشین دارای مردمان از طبقه متوسط در مرز جنوب غربی هیوستون) نقل مکان کرد تا با والدینش زندگی کند. مادرش برای اپل مشغول به کار بود و پدرش کسب و کار خودش را اداره می‌کرد. پدر وبستر نیز یک موسیقی‌دان سول و پدربزرگش آهنگساز جاز بود. وبستر در دبیرستان الکینز تحصیل کرد و در هفده سالگی فارغ‌التحصیل شد. او در دوران دبیرستان در تئاتر موزیکال شرکت کرد. وبستر سپس در دانشگاه تگزاس در سن آنتونیو حضور یافت؛ او از سال دوم انصراف داد تا به‌طور کامل حرفهٔ موسیقی را دنبال کند.
وبستر طی مصاحبه‌ای اعلام کرد که نام مستعار خود را به عنوان ترکیبی از عموی مورد علاقه خود، تراویس، و نام اصلی یکی از بزرگ‌ترین منابع الهام خود، یعنی کید کادی (که نام اصلی‌اش اسکات مسکودی است) انتخاب کرده است.

## زندگی شخصی
اسکات در آوریل ۲۰۱۷ با شخصیت رسانه‌ای کایلی جنر آشنا شد. در فوریه ۲۰۱۸، جنر دخترشان را به دنیا آورد. آن‌ها در سپتامبر ۲۰۱۹ از هم جدا شدند، اما در طول دنیاگیری کووید-۱۹ به‌خاطر دخترشان قرنطینه شدند و در نهایت رابطه خود را احیا کردند. در ۷ سپتامبر ۲۰۲۱، پس از هفته‌ها گمانه‌زنی، جنر اعلام کرد که او و اسکات در انتظار فرزند دوم خود بودند. جنر در فوریهٔ ۲۰۲۲ پسرشان را به دنیا آورد. این زوج تا ژانویهٔ ۲۰۲۳ برای دومین بار از هم جدا شدند.

## دید خلاق
در سال 2016، هارمونی کورین، فیلمساز آمریکایی، با اسکات و رپر آمریکایی گوچی مان همکاری کرد تا یک موزیک ویدیوی مشترک را برای همکاری خود "Last Time" منتشر کند. کورین در فیلم کوتاهی به کارگردانی دیوید هیمن ظاهر شد. در سال 2018، اسکات گفته است که از طرفداران تئاتر برادوی است و دوست دارد آلبومی از کاورهای آهنگ نمایش بسازد. او گفته است که دوست دارد در آینده موزیکال خود را بنویسد. 